# Институт по минералогия и кристалография „Академик Иван Костов“
Институтът по минералогия и кристалография „Академик Иван Костов“ е научно звено, в научно-изследователското направление по нанонауки, нови материали и технологии, на Българска академия на науките.
Институтът провежда изследвания за решаване на разнообразни проблеми, в природни, техногенни и експериментално моделирани системи. В ИМК се намира единствената в България лаборатория за монокристална рентгенова кристалография на природни и синтетични кристални вещества. В нея се определя пространствената структура на големи молекули - протеини и ДНК.
Институтът провежда изследвания в областта на археоминералогията, която изследва употребата на скали и минерали в древните общества.